# Гилфорд (район)
Гилфорд (англ. Guildford) — неметрополитенский район (англ. non-metropolitan district) со статусом боро в графстве Суррей (Англия). Административный центр — город Гилфорд.

## География
Район расположен в центральной и западной частях графства Суррей, граничит с графством Гэмпшир.

## История
Район образован 1 апреля 1974 года в результате объединения боро Гилфорд и сельского района (англ. Rural District) Гилфорд.

## Состав
В состав района входят 1 город:
- Гилфорд

и 24 общины (англ. civil parish).